# Orenæs
Orenæs, tidligere Orenæsgaard, er en gammel hovedgård, som nævnes første gang i 1231 og kaldt Hvededal fra 1793 til 1870. Gården ligger i Nørre Vedby Sogn, Falsters Nørre Herred, Maribo Amt, Guldborgsund Kommune. Hovedbygningen er opført i 1870 ved Ove Petersen og nedrevet i 1981, ny hovedbygningen er opført i 1982.
Orenæs Gods er på 725 hektar med Nærstrandgård.

## Ejere af Orenæsgaard
- (1231-1351) Kronen
- (1351) Oluf Jensen Saltensee
- (1351-1517) Sorø Kloster
- (1517-1544) Mogens Eskildsen Gjøe
- (1544) Elline Mogensdatter Gjøe
- (1544-1766) Kronen
- (1766-1774) Johan Christoffer von Westen
- (1774-1793) Christoffer Ulrik von Westen
- (1793-1869) Den Danske Stat
- (1869-1907) Johannes Peter Christian Seehusen Wilhjelm
- (1907-1908) Petrea Agathe Ussing gift Wilhjelm
- (1908-1948) Georg Peter Ussing Wilhjelm
- (1948-1949) Julie Henriette Neergaard-Dibbern gift Wilhjelm
- (1949-1966) Otto Johannes Wilhjelm
- (1966-1995) Nils Wilhjelm
- (1995-) Lars Wilhjelm

## Ekstern henvisninger
- Orenæs Gods